# Choetoe (rivier)
De Choetoe (Russisch: Хуту) is een rivier in Rusland, in de kraj Chabarovsk. De rivier ontspringt in het centrale deel van de Sichote-Alin en stroomt vandaar eerst in zuidoostelijke en vervolgens in noordoostelijke richting uit in de Toemnin. Ten zuiden van de instroom in de Toemnin bevindt zich de gelijknamige nederzetting Choetoe aan de BAM.
De rivier is rijk aan vis. Veel voorkomende soorten zijn de vlagzalm (Russisch: charioes), taimen, trekzalm (golets), dolly varden (malma) en zeeforel (koemzja). Migrerende vissen in de rivier zijn zalmsoorten als chumzalm (keta), Japanse zalm (sima) en roze zalm (gorboesja). Bij de instroom in de Toemnin komt groene steur (Sachalinski osjotr) voor.